# 科莫河岩頭長頜魚
科莫河岩頭長頜魚（学名：Pollimyrus bane comoensis），為輻鰭魚綱骨舌魚目象鼻魚科岩頭長頜魚屬的其中一種，分布於非洲象牙海岸的科莫河流域，體長可達11.2公分，棲息在底層水域。